# Rory O’Reilly
Rory Thomas O’Reilly (* 25. Juni 1955 in Greenport (New York)) ist ein ehemaliger US-amerikanischer Radrennfahrer.

## Sportliche Laufbahn
O’Reilly war im Bahnradsport und im Straßenradsport aktiv. Er war Teilnehmer der Olympischen Sommerspiele 1984 in Los Angeles. Im 1000-Meter-Zeitfahren kam er beim Sieg von Fredy Schmidtke auf den 8. Platz. Er qualifizierte sich mit einem Landesrekord bei den US Olympic Trials im Jahr 1984 für die Spiele. 1985 stellte er auf der Radrennbahn von La Paz Weltrekorde über 500 Meter und 1000 Meter mit fliegendem Start auf. 
Bei den Panamerikanischen Spielen 1983 in Caracas gewann O’Reilly die Goldmedaille im Zeitfahren vor Marcelo Alexandre. 1982 wurde er Zweiter in dieser Disziplin bei den nationalen Bahnmeisterschaften. Auf der Straße gewann er 1975 die Tour of Somerville. Nachdem O’Reilly sich nicht für die Olympischen Sommerspiele 1988 in Seoul qualifizieren konnte, trat er vom Radsport zurück.